# Ruff 'n' Tumble
Ruff 'n' Tumble est un jeu vidéo de plates-formes développé par Wunderkind et édité par Renegade Software en 1994 sur Amiga.
Le joueur incarne Ruff Rogers qui doit progresser dans des environnements en vue de profil. Le jeu mélange plates-formes et shoot them up à travers 16 niveaux répartis sur quatre mondes.

## Équipe de développement
- Game Design : Jason Perkins, Robin Levy
- Graphismes : Robin Levy
- Programmation : Jason Perkins
- Musique et effets sonores : Jason Page
- Producteur : Graeme Boxall

## Accueil
Amiga Format 87% • C+VG 86% • CU Amiga 92%[réf. souhaitée]